# Joaquín Arozamena Saiz
Joaquín Arozamena Saiz (8 d'agost de 1944) és un periodista espanyol, que ha desenvolupat la seva carrera professional fonamentalment en el mitjà televisiu.

## Trajectòria
Estudis a l'instituto Cervantes i en la Universitat de Madrid. La seva carrera professional comença en la ràdio. S'inicia en Ràdio Nacional d'Espanya (RNE), en l'espai informatiu España a las ocho. En premsa escrita va col·laborar en el diari ABC.
Va ingressar en Televisió Espanyola (TVE) en 1975, en els serveis informatius, on aviat va aconseguir gran popularitat en assignar-se-li la direcció i presentació de l'informatiu diari de la segona cadena Redacción Noche. L'estil d'Arozamena en la transmissió de notícies adoptava un to divulgatiu i pròxim, allunyat dels cànons ortodoxos del clàssic Telediario.
Al llarg dels seus més de vint anys d'experiència en el mitjà, ha presentat tot tipus de programes, no només informatius, sinó també divulgatius, d'entrevistes, tertúlies i fins i tot concursos.
En 1986 va publicar el llibre Yo, tu hijo, sobre les relacions intergeneracionals.
En l'actualitat, retirat del món de la comunicació, es dedica a escriure i donar conferències.

## Programes de televisió
- Redacción Noche (1977-1978)
- Al cierre (1981-1982)
- De hoy A mañana (1981-1982)
- Telediario (1983-1984)
- Agenda informativa (1986)
- La vida sigue (1988)
- Las doce en punta (1989)
- Domingueros (1989)
- En buena hora (1990-1991)[3]
- Uno más en la familia (1993-1995)
- A las diez en casa (1995)

## Reconeixements
- Premi TP d'Or 1981 al millor presentador
- Premi Víctor de la Serna (1983)[4]
- PREGONER Festes Majors d'Estepona Pregó inoblidable (1985)
- Premi Estrañi de l' Asociación de la Prensa de Cantabria (2011)[5]